# Хольдорф, Вилли
Вилли Хольдорф (нем. Willi Holdorf; 17 февраля 1940, Бломеше-Вильднис, Шлезвиг-Гольштейн — 5 июля 2020, Ахтервер, Шлезвиг-Гольштейн) — немецкий легкоатлет (десятиборье) и бобслеист, серебряный призёр чемпионата Европы по бобслею, чемпион летних Олимпийских игр 1964 года в Токио в десятиборье.

## Биография
Хольдорф по образованию электрик-высоковольтник, но впоследствии он работал продавцом спортивных товаров.
Хольдорф был чемпионом ФРГ по десятиборью в 1961 и 1963 годах. В 1962 году он стал чемпионом своей страны в беге на 200 метров с барьерами. В 1964 году он занял пятое место на чемпионате Европы.
На Олимпиаде в Токио Хольдорф стал олимпийским чемпионом с результатом 7887 очков, опередив советского многоборца Рейна Ауна (7842) и своего соотечественника Ханса-Йоахима Вальде (7809). Медаль Хольдорфа стала первой немецкой золотой медалью в десятиборье на Олимпийских играх.
В том же году Холдорф был назван спортсменом года ФРГ. В 1973 году он в паре с Хорстом Флотом завоевал серебряную медаль на чемпионате Европы по бобслею в Брёй-Червинии (Италия). В 1974 году он стал тренером футбольного клуба «Fortuna Köln». Затем тренировал прыгунов с шестом Клауса Шипровски, Райнхарда Курецки, Гюнтера Никеля и ряд других. Впоследствии он стал одним из акционеров гандбольного клуба «THW Kiel».
В 1997 году он стал членом Национального олимпийского комитета Германии. В 2011 году он был введён в Зал славы немецкого спорта.